# Geraldine Viswanathan
Geraldine Viswanathan, född 20 juni 1995 i Newcastle, New South Wales, är en australisk skådespelare.
Viswanathan har bland annat medverkat i TV-serien Miracle Workers (2019-2021). Hon har även medverkat i filmerna The Beanie Bubble och Drive-Away Dolls från 2023.

## Filmografi (i urval)
- 2019–2021 – Miracle Workers (TV-serie)
- 2019 – Bad Education
- 2023 – The Beanie Bubble
- 2023 – Drive-Away Dolls
- 2025 – You're Cordially Invited